# Broken Hope
Broken Hope — американская дэт-метал-группа, образованная в 1988 году в городе Чикаго, штат Иллинойс. Группа основана гитаристом Джереми Вагнером (англ. Jeremy Wagner), вокалистом Джо Птасеком (англ. Joe Ptacek) и ударником Райном Станеком (англ. Ryan Stanek). Записав в 1990 году пару демо-альбомов, группа привлекла внимание лейбла Grind Core и выпустила на нём свой первый альбом Swamped In Gore. Затем группа подписалась на Metal Blade и выпустила второй альбом The Bowels of Repugnance, в 1993 году. Третий альбом 1995 года, Repulsive Conception, вошел в металлический ТОП-25 чарта CMG New Music Monthly, как и 4-й альбом 1997 года, Loathing, где в текстах поднялись темы политического господства, некрофилии и безопасного секса. С 5-м альбомом Grotesque Blessings, вышедшим в 1999 году, группа переметнулась к только что основанной Martyr Records. В то время ходили слухи о распаде группы, на том альбоме в последний раз отметился Джо Птасек, а в апреле 2002 года Broken Hope распались.
В интервью 2007 года Вагнер пояснил о некоторых факторах, включая плохое функционирование группы и недостаточную поддержку Metal Blade в Европе, которые в итоге привели к расколу. Вагнер добавил, что члены группы впервые за 5 лет встретились лицом к лицу и обсудили возможное воссоединение группы.
20 января 2010 вокалист Джо Птачек совершил самоубийство. Ему было 37 лет.
В 2012 году группа воссоединилась: из прежних музыкантов — Шон Гласс и Джереми Вагнер, из новых — Майк Микзек и Демиен Лески, отыграв североамериканский тур с Obituary, Decrepit Birth, Jungle Rot и Encrust. Затем подписала контракт с лейблом Century Media Records. В 2017 вышел новый альбом Mutilated and Assimilated.
На данный момент группа имеет семь студийных альбомов, один мини-альбом и успешно гастролирует с концертами по всему миру.

## Состав
- Джереми Вагнер — гитара (1988—2001, 2012—наши дни)
- Дамиен Лески — вокал (2012—наши дни)
- Майк Микзек — ударные (2012—наши дни)
- Диего Сориа — бас-гитара (2014—наши дни)
- Мэтт Сзлота — гитара (2014—наши дни)

### Бывшие участники
- Дэйв Дафф — гитара (1988—1990)
- Эд Хьюс — бас-гитара (1988—1994)
- Райан Станек — ударные (1988—1997, умер в 2015)
- Джо Птасек — вокал (1988—2001, умер в 2010)
- Брайан Гриффин — гитара (1991—2001)
- Шон Гласс — бас-гитара (1995—1998, 2012—2014)
- Дуэйн Тимлин — ударные (1997—1999)
- Браян Хобби — бас-гитара (1999—2001)
- Майк Цвикке — бас-гитара (1999)
- Райан Шимменти — бас-гитара (1999)
- Шон Бакстер — ударные (1999—2001)
- Скотт Крикмор — ударные, вокал (1999—2001)
- Чак Уэпфер — гитара (2012—2014)

## Дискография

### Студийные альбомы
- 1991 — Swamped In Gore
- 1993 — The Bowels Of Repugnance
- 1995 — Repulsive Conception
- 1997 — Loathing
- 1999 — Grotesque Blessings
- 2013 — Omen Of Disease [10]
- 2017 — Mutilated and Assimilated

### Мини-альбомы
- 1993 — Hobo Stew

### Видеоальбомы
- 2015 — Live Disease at Brutal Assault

### Демо-альбомы
- 1990 — Broken Hope
- 1990 — Demo 2